# スレチコ・コソヴェル
スレチコ・コソヴェル（Srečko Kosovel、 発音、1904年3月18日セジャナ（Sežana）生まれ‐1926年5月27日トマイ（Tomaj）没） は、スロヴェニアの詩人、批評家、エッセイスト。

## 生涯
母カタリナ（Katarina）と父アントン（Anton）の間の5人の子供の末っ子として生まれた。父親はヴィパウスカ・チュルニツェ（Vipavska Črnice）出身の教師で、母親はコバリド（Kobarid）近郊のスジド（Sužid）の出身。
スレチコが生まれてすぐに、コソヴェル一家はドレニ・クラス（Dolenji Kras）地方にあるプリスコヴィツァ（Pliskovica）へ引っ越した。これは父親が当局に睨まれていたことが原因だったが、一家はその地に長く留まることはなかった。1908年には学校に通うためにトマイへ引っ越した。スレチコもそこの小学校に通学した。
　スレチコ・コソヴェルの最初の著作は11歳のときに児童向けの雑誌ズヴォンチェク（Zvonček）に投稿したトリエステの街を描写した作品であった。幼少期にはそこに何度も出かけており、コソヴェルの心の中では重要な位置を占めている。スレチコ・コソヴェルにとっては芸術が常に関心の的であった。父親は合唱団とタンブラの合奏団の指揮者を勤め、賛美歌やミサのための歌曲を作曲し、姉のカルメラはピアノ、スレチコはヴァイオリン、兄のスタノは歌の作詞を手がけていた。コソヴェル一家はトリエステの劇場やコンサートに足しげく通ったりトリエステの友人や知人の家を訪ねたりした。またこの友人たちもトマイのコソヴェル家をよく訪れた。
スレチコは、1916年に小学校を卒業した後リュブリャーナのレアルカ（旧制中学校）へ入学した。そこでの教育に使用されていた言語はドイツ語であった。
　コソヴェルは、中学校で文学サークルや校内新聞の出版活動を開始し、雑誌レパ・ヴィダ（Lepa Vida）を創刊して多くの若者の心を掴んだが、負債が重なり廃刊を余儀なくされた。1920年には生涯の親友となるルドヴィク・ムルゼル（Ludvik Mrzel）と出会う。同年トリエステの国民会館に火を放ったイタリアのファシスト政権に対して憤りを持って決然と抗議した。1922年にレアルカを卒業後、リュブリャーナ大学哲学部においてスラヴ学とロマンス学と教育学を専攻した。当時コソヴェルはノヴォ・メスト（Novo mesto）で1921年に創刊された前衛的な雑誌トリイェ・ラブディ（Trije labdi）の出版にも携わっていた。また、リュブリャーナやザゴリエ（Zagorje）では労働者を対象に劇や文学の夕べを開催するサークルも立ち上げた。1925年にはサークル仲間たちと共に雑誌ムラディナ（Mladina）を購読した。さらにズラティ・チョルン（Zlati čoln）という短編集も構想していたが、出版されることはなかった。
　1926年2月末頃ザゴリェへ移動する際、深夜に列車を待っていたため風邪をひいて病床に伏し、その後すぐに回復したかのように見えた。復活祭の休暇には家族の住むトマイへの帰省がかなったが、そこで病がぶり返し症状もさらに悪化した。1926年5月27日、髄膜炎と敗血症により他界する。コソヴェルの遺体はたくさんの花とともに埋葬され、リュブリャーナから駆けつけた友人らによってスロヴェニア国家を表す白・青・赤の三色旗のリボンのついた花束も手向けられた。このことはイタリアの政治家によって墓が暴かれたことで明らかになった。

## 作品

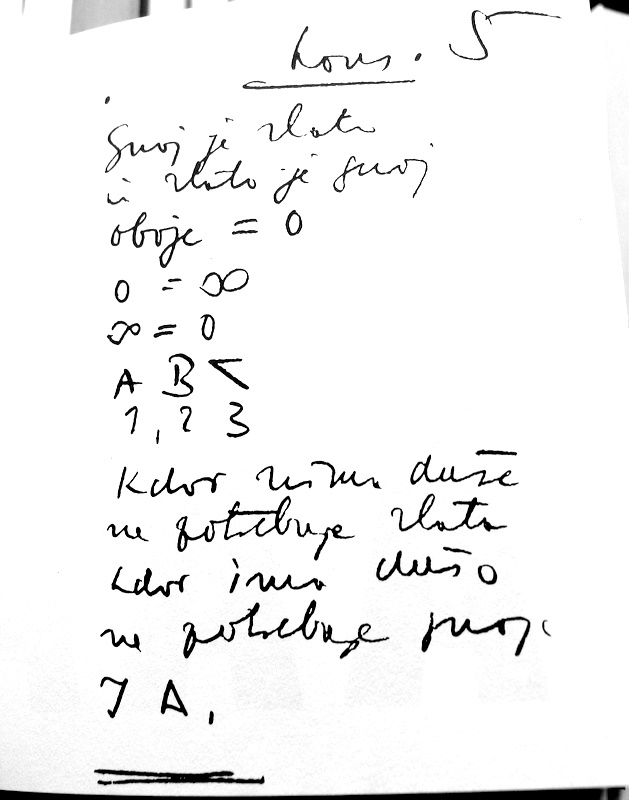
コソヴェル後期の最も有名な作品のひとつ『Kons5』の原稿

初期の作品は、モダニズムや印象派の影響を受けていた。作品にはクラス（Kras）地方、母、死といったモチーフがいたるところに見られる。後に表現主義に転向し、感情の不協和を作品全体に表現した。コソヴェルの作品は視覚的、社会的、宗教的テーマを扱い、そこには個人的かつ集団的な黙示という観念が集約され、またこれらのテーマには罪の浄化と新しい精神の形成という概念も含まれている。1925年には表現主義から構造主義へと転向するが、詩作においては完全に表現主義から脱却したわけではなかった。構造主義の詩集では彼の死後に発行されたIntegrali 26.がある。短編の散文やエッセイも残した。コソヴェルはその短い生涯でいくつもの時代を生きたスロヴェニアで最も表現力が豊かで影響力を持った作家として評価されている。

## 作品リスト
- Pesmi (1927)　『詩』
- Izbrane pesmi (1931)　『詩集』
- Zbrano delo I (1946)　『作品集Ⅰ』
- Izbrane pesmi (1949)　『詩集』
- Zlati čoln (1954)　『黄金の筏』
- Moja pesem (1964)　『私の詩』
- Ekstaza smrti (1964)　『死のエクスタシー』
- Integrali 26 (1967)　『インテグラル26』
- Naša bela mačica (1969)　『私たちの白い猫』
- Zbrano delo II (1974)　『作品集Ⅱ』
- Zbrano delo III (1977)　『作品集Ⅲ』